# فينتشنزو رومانو
فينتشنزو رومانو (بالإيطالية: Vincenzo Romano)‏ (12 مارس 1956 إيطاليا - ) هو لاعب كرة قدم إيطالي، يلعب كمدافع، لعب 215 مباراة وسجل 7 أهداف.

## مسيرته

### مسيرته مع الأندية
- 1976 - 1978 لعب مع نادي ريميني 24 مباراة سجل خلالها هدفين.
- 1978 - 1980 لعب مع نادي أفيلينو 52 مباراة سجل خلالها هدفين.
- 1980 - 1981 لعب مع نادي روما 22 مباراة.
- 1981 - 1984 لعب مع نادي جنوى 73 مباراة سجل خلالها هدفين.
- 1984 - 1985 لعب مع نادي بولونيا 37 مباراة سجل خلالها هدف.
- 1988 - 1989 لعب مع نادي إمبولي 7 مباريات.